# François Dauverné

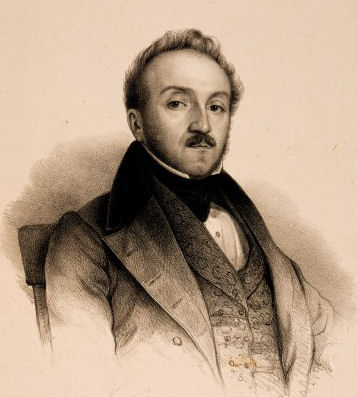
François Dauverné

François Georges Auguste Dauverné (* 16. Februar 1799 in Paris; † 4. November 1874 ebenda) war ein französischer Trompeter, Komponist und Professor am Pariser Konservatorium und gilt als einer der bedeutendsten französischen Trompeter des 19. Jahrhunderts.
Mit 15 Jahren trat er als Militärmusiker und Trompeter den königlichen Gardes-du-Corps (Leibgarden) bei. Er machte rasch Karriere und wurde erster Trompeter an der Pariser Oper. Um 1820 waren in Deutschland von den Instrumentenbauern Friedrich Blühmel und Heinrich Stölzel Instrumente mit Schubventilen entwickelt worden. Als 1826 in Paris erstmals vermutlich eine solche deutsche Trompete mit 3 Schubventilen auftauchte, erkannte Dauverné sofort deren Bedeutung und Möglichkeiten. Er kümmerte sich sowohl um den Nachbau und die Weiterentwicklung des Instruments durch französische Instrumentenbauer als auch um Kompositionen für das Instrument. Seine Anregungen wurde u. a. in Berlioz’ Ouvertüre Waverley (1827) und Rossinis Wilhelm Tell (1829) aufgenommen. Er selbst gilt als der erste bekannte Interpret, der öffentliche Konzerte mit einer Ventiltrompete gab. Er schuf dazu auch Lehrbücher. Ab 1833 gab er als erster Lehrer Trompetenunterricht am Pariser Konservatorium und wurde schließlich ab 1835 bis 1869 dort Professor. Er bemühte sich auch dort maßgeblich um die technische Weiterentwicklung des Instruments.
Zu seinen bedeutendsten Schülern gehörten und anderem Jean-Baptiste Arban und Jules Henri Louis Cerclier. Am 1. Januar 1869 emeritierte er. Dauverné verfasste mehrere Blechbläserschulen und schrieb Stücke für Trompetenensembles.

## Werke
- Theorie ou tabulature de la trompette à pistons (Paris, 1827–1828)
- Methode de trompette à pistons (Paris, 1834–1835)
- Méthode théorique & pratique du cornet à pistons ou cylindres (Paris, 1846)
- Méthode pour la trompette (Paris, 1857)